# Annouville-Vilmesnil

Annouville-Vilmesnil este o comună în departamentul Seine-Maritime, Franța. În 2009 avea o populație de 453 de locuitori.